# 永田勘六
永田 勘六（ながた かんろく、1869年8月17日（明治2年7月10日） - 1927年（昭和2年）3月9日）は、日本の資産家、農民、埼玉県多額納税者、埼玉県の大地主。前名は平次郎。族籍は埼玉県平民。

## 人物
埼玉県、先代・永田勘六の長男。1895年、家督相続と共に襲名して前名・平次郎を改めた。農業を営み、県下の大地主であった。多額納税者として知られた。
貴族院多額納税者議員選挙の互選資格を有した。住所は埼玉県南埼玉郡粕壁町（現春日部市）。

## 家族・親族
永田家
- 父・勘六[7][8] - 『帝国議会議員選挙者名鑑』によると勘六は商業を営み、直接国税総納額は「1030円19銭7厘」である[10]。
- 継母（1864年 - ?、埼玉、浅子卯八の二女）[6][7]
- 妻（1870年 - ?、埼玉、田中菊三郎の妹）[7][8]
- 長男・豊次郎（1891年 - ?、農業、埼玉県多額納税者）[11] - 1914年、明治大学法科を卒業[11][12]。1927年、家督を相続[11]。貴族院多額納税者議員選挙の互選資格を有した[13]。
- 二男[7]
- 妹[7][8]
- 弟[7][8]
- 庶子[6][7]